# NGC 593
NGC 593 ist eine Linsenförmige Galaxie vom Hubble-Typ S0 im Sternbild Walfisch südlich der Ekliptik. Sie ist schätzungsweise 233 Millionen Lichtjahre von der Milchstraße entfernt und hat einen Durchmesser von etwa 80.000 Lichtjahren.

Im selben Himmelsareal befinden sich u. a. die Galaxien NGC 589, NGC 599, NGC 601, IC 128.
Das Objekt wurde am 2. November 1882 von dem französischen Astronomen Édouard Jean-Marie Stephan entdeckt.